# Félix I
Félix I (oficialmente "F-360”BD") foi um projeto da Escola Técnica do Exército (atual Instituto Militar de Engenharia) liderado pelo Tenente-Coronel Manoel dos Santos Lage que visava, em 1959, levar o gato Flamengo ao espaço. Porém, o projeto foi cancelado devido a pressões de grupos defensores de animais e o lançamento jamais ocorreu.

## História

### Origem
O projeto, também conhecido como "Operação Miau”, de recursos financeiros limitados, fazia parte do trabalho de conclusão de curso da turma de formandos de 1958 da Escola Técnica do Exército que visava criar um foguete de sondagem, algo inédito no Brasil naquela época. O nome oficial era “Foguete Sonda 360-BD”, sem relação com o posterior Sonda I. O foguete tinha um diâmetro externo de 400 mm, 4,3 metros de comprimento e uma massa total de 350 kg com a carga útil, além de usar somente um único estágio e ser movido a pólvora, atingindo a velocidade máxima de 1,950 m/s. O objetivo final do Tenente-Coronel Manoel dos Santos Lage, chefe do Programa de Foguetes e líder do projeto, mas não o compartilhado pela instituição, era o de desenvolver um veículo lançador de satélites.
O projeto também tinha a colaboração dos cientistas Carlos Chagas Filho e César Lattes. Carlos Chagas Filho foi o responsável pela ideia de escolherem um gato, pois tinha interesse em observar como estes animais reagiam em condições de laboratório. A maior parte do material utilizado na construção do foguete foi conseguido no Arsenal da Guerra.
O projeto, que visava testar um míssil teleguiado, custando Cr$ 600 mil, foi apelidado de "Félix I” pela imprensa do Rio de Janeiro, depois que descobriram a intenção de lançarem um gato, Flamengo, ao espaço. Originalmente planejavam que o foguete atingisse a marca de 300 km, mas isto foi abandonado devido a dificuldades nos cálculos. A decisão final foi que a turma de 1958 desenvolveria um foguete que atingisse o apogeu de 120 km e a de 1950 trabalharia no que atingisse 300 km, com o objetivo final de desenvolver um foguete do tipo Thor que atingisse órbitas maiores que 500 km até junho de 1960.
Inicialmente o foguete seria lançado em 1957, porém foi adiado duas vezes e em dezembro de 1958 esperavam lançar no começo de janeiro de 1959.

#### Plano de voo

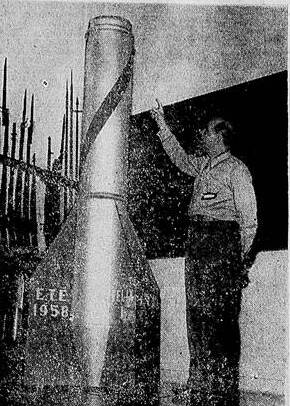
Coronel Lage ao lado do foguete

O foguete seria lançado a partir de uma base em Cabo Frio. Seu acelerômetro seria ligado num transmissor na frequência de 73 Mc/s. Dr. César Lattes foi responsável pela construção de três transmissores e os instrumentos que visavam a detecção de raios-cósmicos; Tenente-Coronel Carlos Alberto Braga Coelho construiu a parte eletrônica do foguete; Dr. Carlos Chagas Filho (IBCCF) desenvolveu os instrumentos de monitoração da saúde do gato; e o astrônomo Mário Ferreira Dias, do Observatório do Valongo, desenvolveu os cálculos relacionados com o voo.
A câmara de combustão foi construída pelo Arsenal de Guerra do Exército em companhia dos alunos do Curso de Armamentos, com a chapa de aço-carbono produzida pela Companhia Siderúrgica Nacional. O foguete foi pintado de prateado com listras vermelhas em espiral, para ajudar na visibilidade durante voo, pois o processo seria acompanhado pelo Observatório Nacional.
O empuxo do foguete foi previsto em 1,920 kgf com 6G de aceleração, 19,3s de combustão e uma velocidade final de 1,960 m/s. O propelente, desenvolvido pela Escola Técnica do Exército, era chamado de “Pólvora BD 1000C”. O foguete levaria uma carga de 180 quilos de pólvora para atingir a ionosfera.
A coifa, com a massa final de 30 kg, conteria uma câmara de acrílico para o gato, além dos demais instrumentos da missão. A câmara, com a velocidade de retorno estimada em 1,800 m/s, seria inicialmente resgatada por dois dispositivos de freio aéreo medindo {\displaystyle 4,5m^{2}}, e seria seguido por um paraquedas de 68 kg desenvolvido pelo Núcleo da Divisão Aero Terrestre do Exército, aberto a 5 000 metros de altitude, tudo de forma automática. O gato teria quatro horas de oxigênio e seria colocado de patas para cima em um colchão de náilon. O voo teria 40 minutos de duração, caindo no mar a 30 quilômetros da plataforma de lançamento, ao largo de Angra dos Reis, sendo resgatado pela Marinha Brasileira. Resgatar o gato com vida foi considerado o maior desafio do projeto. Os estágios do foguete seriam resgatados por dois paraquedas. Por fim, as informações do voo seriam analisadas por César Lattes.
Se a missão fosse bem-sucedida, os futuros foguetes seriam colocados à disposição do Conselho Nacional de Energia Nuclear e do Instituto de Biofísica para serem utilizados em investigações científicas.

### Flamengo

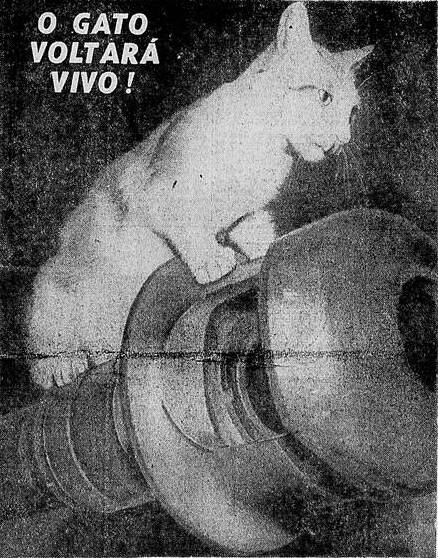
Flamengo em 1958

Flamengo, popularmente conhecido como “Miau”, o gato das filhas do Tenente-Coronel Lage, foi um dos doze candidatos para o voo. Era o principal candidato e seria somente lançado se estivesse com boa saúde no dia do voo e sua presença no voo já estava confirmada em dezembro de 1958. Porém, em outubro de 1958, o Diário do Paraná anunciou que Carlos Chagas Filho substituiria o animal por uma ameba, argumentando que um animal microscópico teria uma maior utilidade científica no estudo dos raios cósmicos. Apesar disso, o Coronel Lage manteve o gato no projeto e quando questionado em 1959 sobre o motivo de lançar o gato, ele respondeu: “... a recuperação desse gato, vivo, será um feito extraordinário”. Em 19 de dezembro de 1958 o gato posou para a mídia dentro da Escola Técnica. Se o lançamento tivesse sido realizado, teria sido o primeiro ser vivo da América Latina no espaço.

### Controvérsia
Carlos Chagas Filho, quando a experiência passou a ganhar visibilidade na mídia, renegou qualquer interesse renovado em enviar um gato na missão e a possibilidade de qualquer aprendizagem científica, além de citar que a cápsula de acrílico enfrentaria dificuldades com as mudanças drásticas de temperatura.

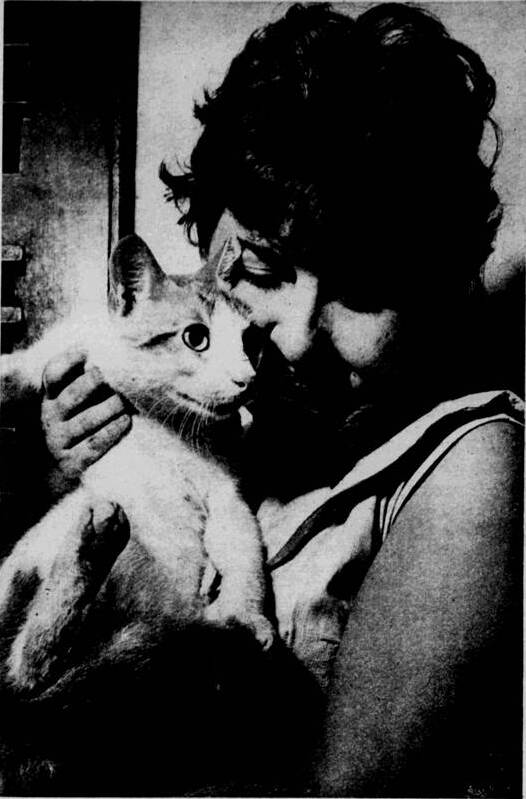
Flamengo e sua dona em 1958

Além da divergência com Carlos Chagas Filho, a equipe do projeto recebeu protestos da “Sociedade Felina Norte-Americana”, algo que o responsável do projeto desconsiderou, por acreditar na segurança do veículo. A Sociedade União Internacional Protetora dos Animais também se colocou contra o uso do gato.
Membros da Faculdade de Medicina Veterinária e outros especialistas também se demonstraram céticos quanto as chances de sobrevivência de Flamengo e Leo Rosen, vice-presidente da SUIPA, também reiterou a posição do grupo contra a experiência. A SUIPA também enviou um apelo e um abaixo assinado, assinado por, entre outros, Rachel de Queiroz e Carlos Drummond de Andrade, ao Comandante da Escola Técnica do Exército e ao Ministro da Guerra, General Teixeira Lott, contra lançar o gato no foguete. Na questão de experiências com animais, a SUIPA somente defendia quando fosse extremamente necessário, sendo cética quanto a necessidade da experiência com o gato. O Governo do Brasil recebeu milhares de cartas em protesto contra o experimento, mas o Exército as ignorou. E apesar de todos os protestos, inclusive vindos da Europa, o líder do projeto continuou com seus planos.
Em novembro de 1958 foi anunciado que o lançamento seria realizado em segredo para "evitar sensacionalismo” e no mesmo mês o coronel João Luís Vieira Maldonado, diretor do Serviço de Meteorologia, disse que o foguete somente levaria aparelhos de sondagem, e não mais o gato. Porém, em janeiro de 1959 o Coronel Lage ainda esperava realizar o lançamento com o gato e em fevereiro do mesmo ano planejavam que o lançamento ocorresse em março. Porém, em maio de 1959, o lançamento ainda não havia ocorrido e calouros da Faculdade Nacional de Engenharia realizaram um desfile onde, entre outras coisas, criticavam e satirizavam o projeto. Em dezembro de 1958 o Exército anunciou que testaria um protótipo do foguete antes do lançamento oficial.

## Fim do projeto
Em janeiro de 1959 o foguete estava exposto no Museu de Armamentos da Escola Técnica do Exército. Em 1961 já estava claro que o lançamento não fora realizado. Foi o último projeto de foguetes que o Coronel Lage participou e foi encerrado sem voar. Por fim, no dia 18 de outubro de 1963, a gata Félicette realizou um voo suborbital como parte do programa espacial francês, retornando viva e sendo sacrificada após dois meses para a realização de uma autópsia e estudo de seu cérebro. O Coronel Lage foi transferido da Escola Técnica do Exército em 1960 e todos os equipamentos relacionados com o foguete foram desmontados. Manoel Lage, já como General, nascido em 4 de junho de 1910, faleceu no dia 5 de agosto de 1977. A Escola Técnica do Exército foi extinta em favor do Instituto Militar de Engenharia.
Devido ao projeto, naquela época o Brasil foi considerado um dos três países detentores de tecnologia espacial, ao lado dos Estados Unidos e União Soviética. No quesito de lançamento de satélites, anos mais tarde o Brasil desenvolveu o mal-sucedido projeto do VLS, encerrado em 2016. Atualmente, o país trabalha no projeto do VLM.